# Subcarpații Getici

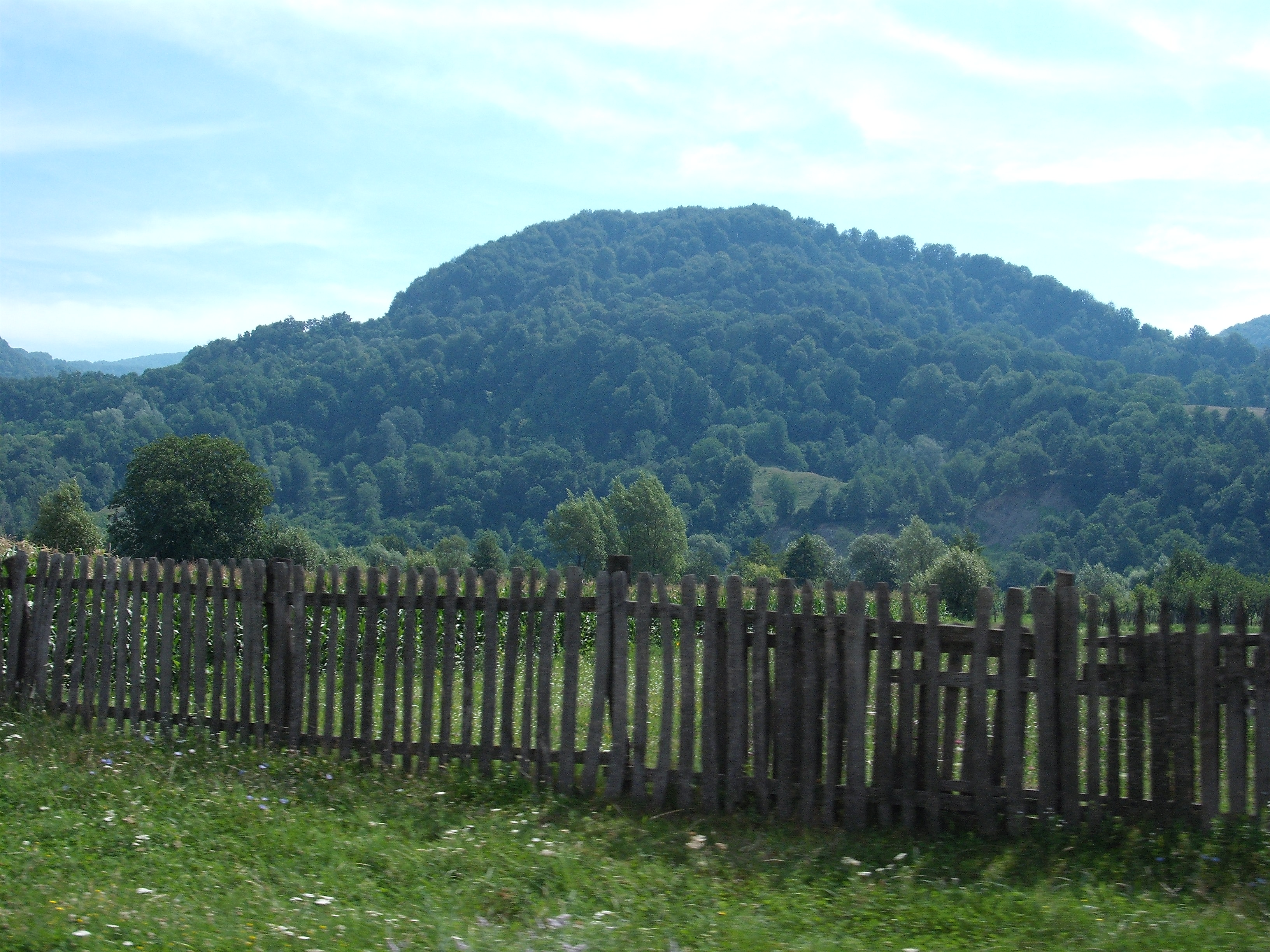
Subcarpații din jurul localității Câmpulung Muscel

Subcarpații Getici sunt un sector subcarpatic care se întinde de la Valea Dâmboviței în Est până la Valea Motrului în Vest. Se învecinează cu Podișul Mehedinți (în Vest), Grupa Retezat (în Nord-Vest), Podișul Getic (în Sud), Munții Fagaraș, Munții Iezer-Papușa, Munții Cozia, Munții Bucegi, Munții Parâng (în Nord).
Altitudinea maximă se întalnește în Vârful Chiciora - 1.218 m.
O însușire specifică Subcarpaților Getici este că nu se cunoaște clar trecerea din Podișul Getic în Subcarpații Getici.
- Depresiuni aflate în componența subcarpaților: Târgu Jiu - Târgu Cărbunești, Câmpulung Muscel.
- Dealuri importante: Bran (333m), Dealul Negru (581m).